# Jogos da Commonwealth de 1982
Jogos da Commonwealth de 1982  foram um evento multiesportivo realizado em Brisbane, Austrália, entre 30 de setembro e 9 de outubro.
O logo oficial dos Jogos foi criado a partir de um concurso realizado em 1978. O vencedor foi Hugh Edwards, que desenhou o símbolo do evento, inspirado em um canguru, e na primeira letra do país-sede (A); as cores representam a maior parte dos países da Commonwealth. O mascote foi um canguru-fêmea chamada Matilda.
O processo de eleição ocorreu na cidade de Montreal, durante os Jogos Olímpicos de Verão de 1976. Quatro cidades oficializaram a candidatura para abrigar os Jogos: Lagos (Nigéria), Brisbane, (Austrália), Kuala Lumpur, (Malásia) e Birmingham, (Inglaterra). Eventualmente Kuala Lumpur e Birmingham respectivamente as cidades iriam sediar edições futuras dos Jogos em 1998 e em 2022.
A vitória de Brisbane foi atribuída ao boicote da Nigéria a aquela edição dos Jogos Olímpicos, o que tornou a candidatura de Lagos impraticável. As outras cidades desistiram da candidatura antes do final do processo de candidatura.

## Modalidades
- Atletismo
- Badminton
- Boxe
- Ciclismo
- Halterofilismo
- Lawn Bowls
- Lutas
- Natação
- Saltos ornamentais
- Tiro
- Tiro com arco

## Países participantes

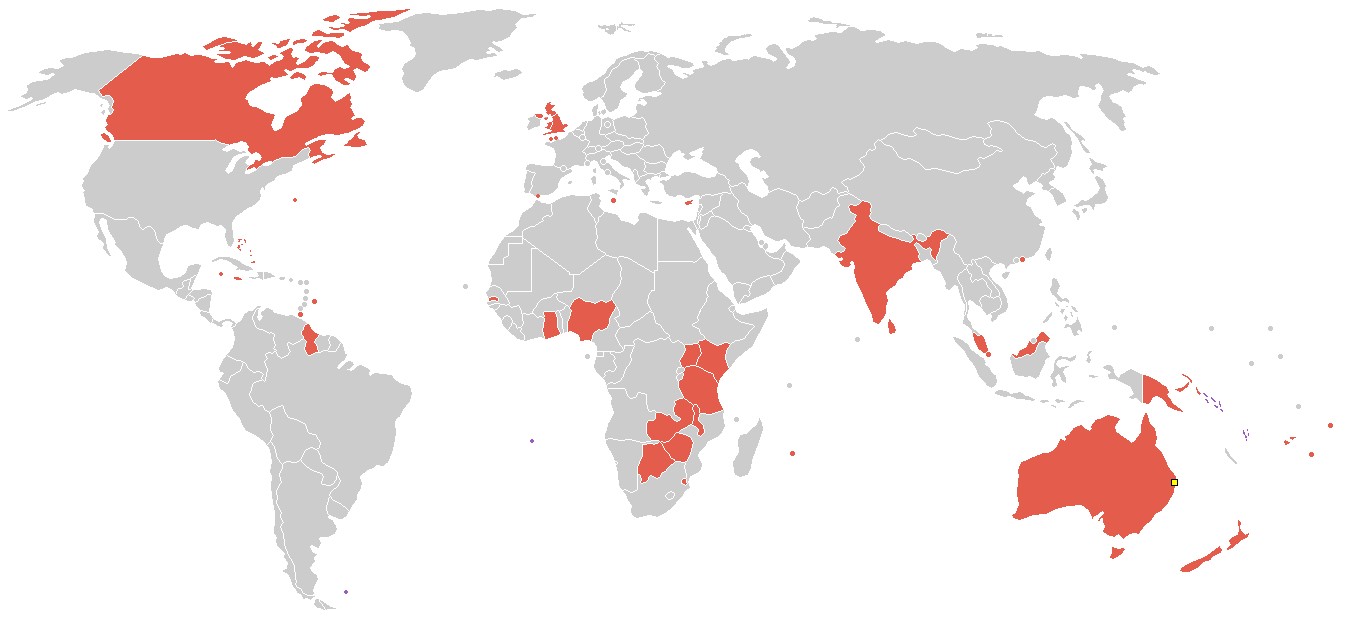
Países participantes.

| - Austrália - Bahamas - Barbados - Bermuda - Botswana - Canadá - Chipre - Escócia - Fiji - Gâmbia - Gana - Gibraltar - Guernsey - Guiana - Hong Kong |  | - Ilhas Caimã - Ilhas Falkland - Ilha de Man - Ilhas Salomão - Índia - Inglaterra - Irlanda do Norte - Jamaica - Jersey - Malawi - Malásia - Malta - Ilhas Maurícias - Nigéria - Nova Zelândia |  | - País de Gales - Papua-Nova Guiné - Quênia - Samoa - Santa Helena (território) - Singapura - Sri Lanka - Essuatíni - Tanzânia - Tonga - Trinidad e Tobago - Uganda - Vanuatu - Zâmbia - Zimbabwe |

## Medalhistas
| Ordem | País             | Medalha de ouro | Medalha de prata | Medalha de bronze | Total |
| ----- | ---------------- | --------------- | ---------------- | ----------------- | ----- |
| 1     | Austrália        | 39              | 39               | 29                | 107   |
| 2     | Inglaterra       | 38              | 38               | 32                | 108   |
| 3     | Canadá           | 26              | 23               | 36                | 82    |
| 4     | Escócia          | 8               | 6                | 12                | 26    |
| 5     | Nova Zelândia    | 5               | 8                | 13                | 26    |
| 6     | Índia            | 5               | 8                | 3                 | 16    |
| 7     | Nigéria          | 5               | 0                | 8                 | 13    |
| 8     | País de Gales    | 4               | 4                | 1                 | 9     |
| 9     | Quênia           | 4               | 2                | 4                 | 10    |
| 10    | Bahamas          | 2               | 2                | 2                 | 6     |
| 11    | Jamaica          | 2               | 1                | 1                 | 4     |
| 12    | Tanzânia         | 1               | 2                | 2                 | 5     |
| 13    | Malásia          | 1               | 0                | 1                 | 2     |
| 14    | Fiji             | 1               | 0                | 0                 | 1     |
| 14    | Hong Kong        | 1               | 0                | 0                 | 1     |
| 14    | Zimbabwe         | 1               | 0                | 0                 | 1     |
| 17    | Irlanda do Norte | 0               | 3                | 3                 | 6     |
| 18    | Uganda           | 0               | 3                | 0                 | 3     |
| 19    | Zâmbia           | 0               | 1                | 5                 | 6     |
| 20    | Guernsey         | 0               | 1                | 1                 | 2     |
| 21    | Bermudas         | 0               | 0                | 1                 | 1     |
| 21    | Singapura        | 0               | 0                | 1                 | 1     |
| 21    | Essuatíni        | 0               | 0                | 1                 | 1     |

     País sede destacado.